# Louis Charles Victor de Riquet de Caraman
Pour les autres membres de la famille, voir Riquet.
Louis Charles Victor de Riquet de Caraman (1762-1839) est un militaire, diplomate et homme politique français.

## Biographie
Louis Charles Victor de Riquet de Caraman est le frère aîné de Maurice Gabriel (1765-1835), comte de Caraman, et François Joseph, duc de Caraman.
Il se distingua de bonne heure à la carrière diplomatique. Sa famille lui fit faire à cet effet des voyages dans les principales parties de l'Europe. M. de Vergennes, ministre des relations extérieures, l'avait recommandé à ses agents diplomatiques : aussi fut-il bien reçu de Frédéric le Grand, de Joseph II, et de Catherine II. Il se lia avec le prince de Kaunitz, Potemkine, Poniatowski, Pitt et Fox. Il connut à Constantinople le comte de Saint-Priest. Ses voyages durèrent cinq à six ans.
De retour en France, il épousa en 1785 Mademoiselle de Mérode Westerloo, d'une grande famille des Pays-Bas, et en attendant une mission à l'extérieur, suivit la carrière militaire.
Après la campagne de 1792 et la mort du roi, il fut placé sur la liste des émigrés et tous les biens de sa famille furent confisqués. Dès lors il se vit forcé de vivre à l'étranger et d'y chercher des moyens d'existence.
Il servit comme major et comme colonel de cavalerie dans l'année prussienne. Appelé en France en 1801 par le comte de Caraman son père, il y vint comme officier prussien ; au moment où il voulait retourner en Prusse, il fut arrêté et mis au Temple sans motif connu. Il en sortit pour être envoyé à Ivrée, en Piémont. Détenu pendant cinq ans, on lui rendit sa liberté à condition qu'il quitterait le service de Prusse. On le maintint du reste sur la liste des émigrés. Louis XVIII lui rendit ses droits en 1814, mais non toute sa fortune.
Envoyé en ambassade à la cour de Prusse, il fut chargé de l'importante mission de recevoir les nombreuses colonnes de prisonniers que la Russie, la Pologne et la Prusse renvoyaient à la France.
L'année suivante le duc de Caraman fut nommé pair de France, ambassadeur à Vienne, chevalier des ordres du roi. Il assista au congrès d'Aix-la-Chapelle avec le duc de Richelieu, son ami, fut nommé plus tard ministre plénipotentiaire aux congrès de Troppau, de Laybach et de Vérone.
De retour en France en 1828, il y reçut le titre de duc héréditaire.
Après la révolution de 1830, il se refusa à occuper aucune place active ; mais il continua de siéger à la Chambre des pairs.
La conquête de l'Algerie occupait et divisait les esprits en France. Le duc de Caraman, voulant recueillir par lui-même les notions nécessaires pour former son opinion, se rendit en Afrique, parcourut les possessions françaises et accompagna le maréchal Clausel à Constantine. Dans cette expédition, le duc de Caraman sauva quelques soldats français, et se rendit utile autant qu'il le put. Sous les murs mêmes de Constantine, il perdit son fils le marquis de Caraman, qui commandait l'artillerie en Afrique.

## Distinctions
- Commandeur de l'ordre royal de la Légion-d'honneur : avril 1836 ;
- Grand-croix de l'ordre de Saint-Étienne de Hongrie (Empire d'Autriche) ;
- Grand-croix de l'ordre de Saint-Ferdinand et du mérite (Royaume des Deux-Siciles).